# Nephrodium sabaei
Nephrodium sabaei là một loài thực vật có mạch trong họ Dryopteridaceae. Loài này được (Franch. & Sav.) Hand.-Mazz. miêu tả khoa học đầu tiên năm 1929.